# Gray (Haute-Saône)
Gray is een gemeente in het Franse departement Haute-Saône (regio Bourgogne-Franche-Comté). De gemeente telde 5.455 inwoners op 1 januari 2022.

## Geschiedenis
In de 11e eeuw was er al een kasteel in Gray, een leengoed van de hertogen van Bourgondië. Het kasteel lag op een plateau, terwijl de nederzetting beneden aan de oevers van Saône lag. Aan het begin van de 13e eeuw werd de stad ommuurd. Otto IV van Bourgondië begiftigde de stad met een universiteit en een ziekenhuis. En onder Johanna II van Bourgondië kreeg de stad een gilde van kooplieden. Na de stadsbrand van 1324 werd de stad snel heropgebouwd. De stad werd en haar stadsmuren werden verwoest door de Franse koning Lodewijk XI in 1479.
De 16e eeuw was de gouden eeuw van Gray. De rivierhandel bloeide en de stad was politiek belangrijk binnen Bourgondië. Er werd een nieuwe kerk gebouwd en het stadhuis werd afgewerkt.
De 17e eeuw verliep minder voorspoedig. Gray werd belegerd door koning Lodewijk XIV in 1668 en de stad werd samen met Franche-Comté een deel van Frankrijk. De stad werd wel een bedevaartsoord door een houten Mariabeeld. Het religieuze leven bloeide en de stad telde veel kloosters.
In de 19e eeuw trok de handel over de rivier terug aan en daarbij kwam de komst van de spoorweg. De stad kreeg een ziekenhuis en een kazerne.

## Geografie
De oppervlakte van Gray bedroeg op 1 januari 2022 20,26 vierkante kilometer; de bevolkingsdichtheid was toen 269,2 inwoners per km². De stad ligt aan de Saône.
De onderstaande kaart toont de ligging van Gray met de belangrijkste infrastructuur en aangrenzende gemeenten.

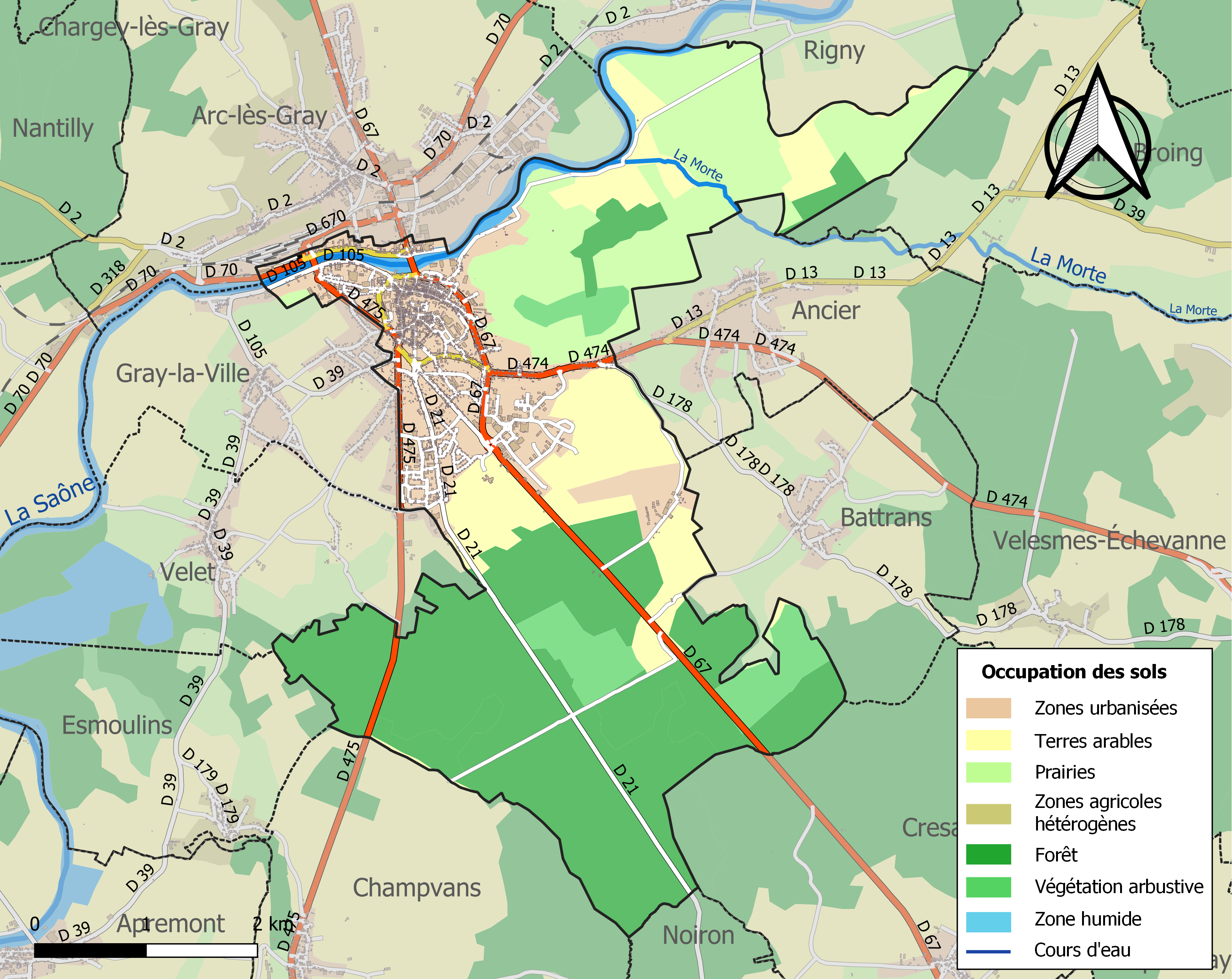

## Demografie
Onderstaande figuur toont het verloop van het inwonertal (bron: INSEE-tellingen).

## Bezienswaardigheden[3]
- Hôtel Dieu, ziekenhuis met een apotheek uit 1722
- Stadhuis in renaissancestijl (1568)
- Basilique Notre-Dame, gebouwd in gotische stijl tussen 1481 en 1530
- Theater
- Tour du Parvis, overblijfsel van het kasteel uit de 13e eeuw
- Musée Baron Martin, schilder- en beeldhouwkunst van de middeleeuwen tot het begin van de 20e eeuw
- Muséum d'Histoire Naturelle

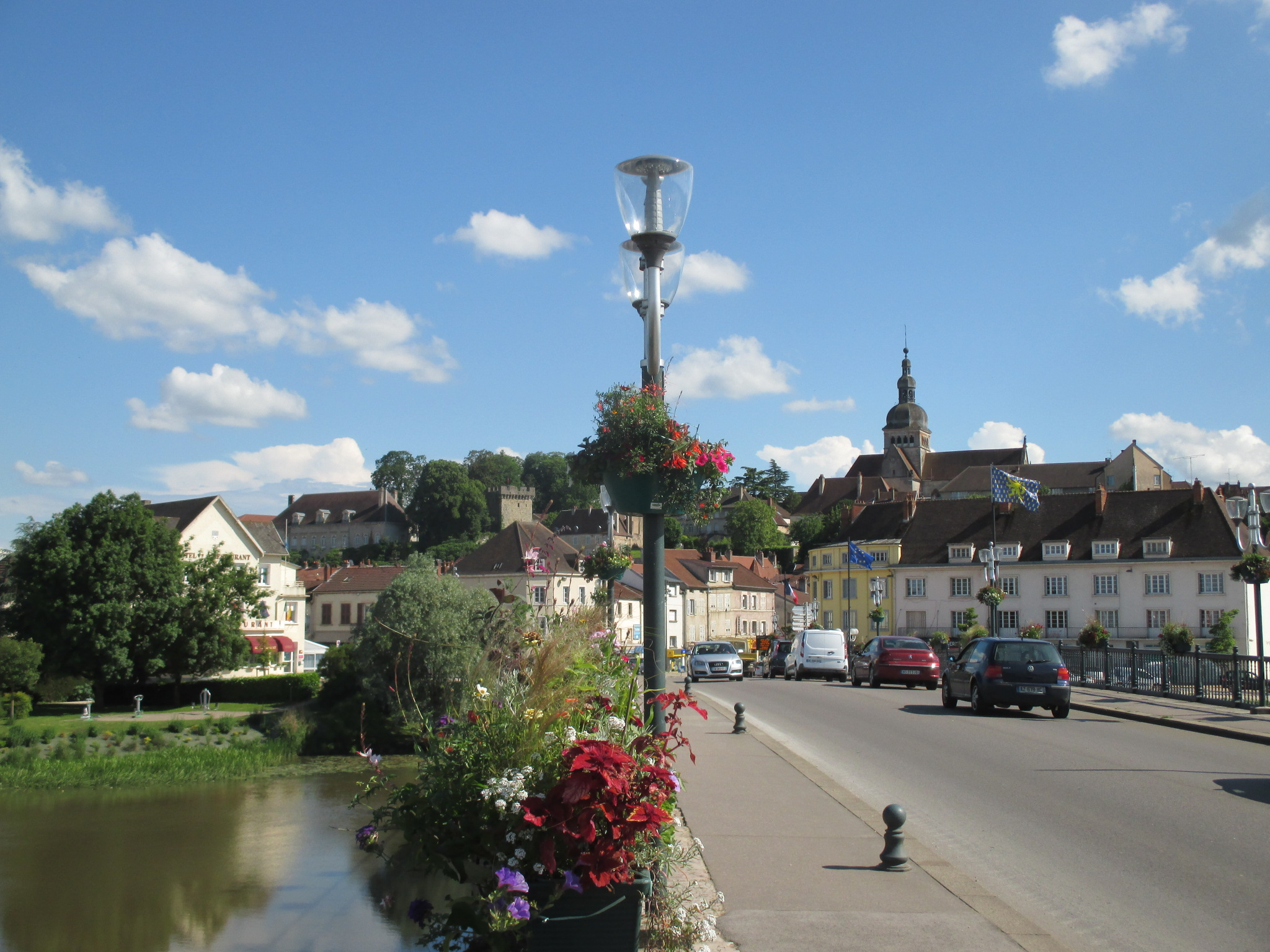
Gezicht op Gray
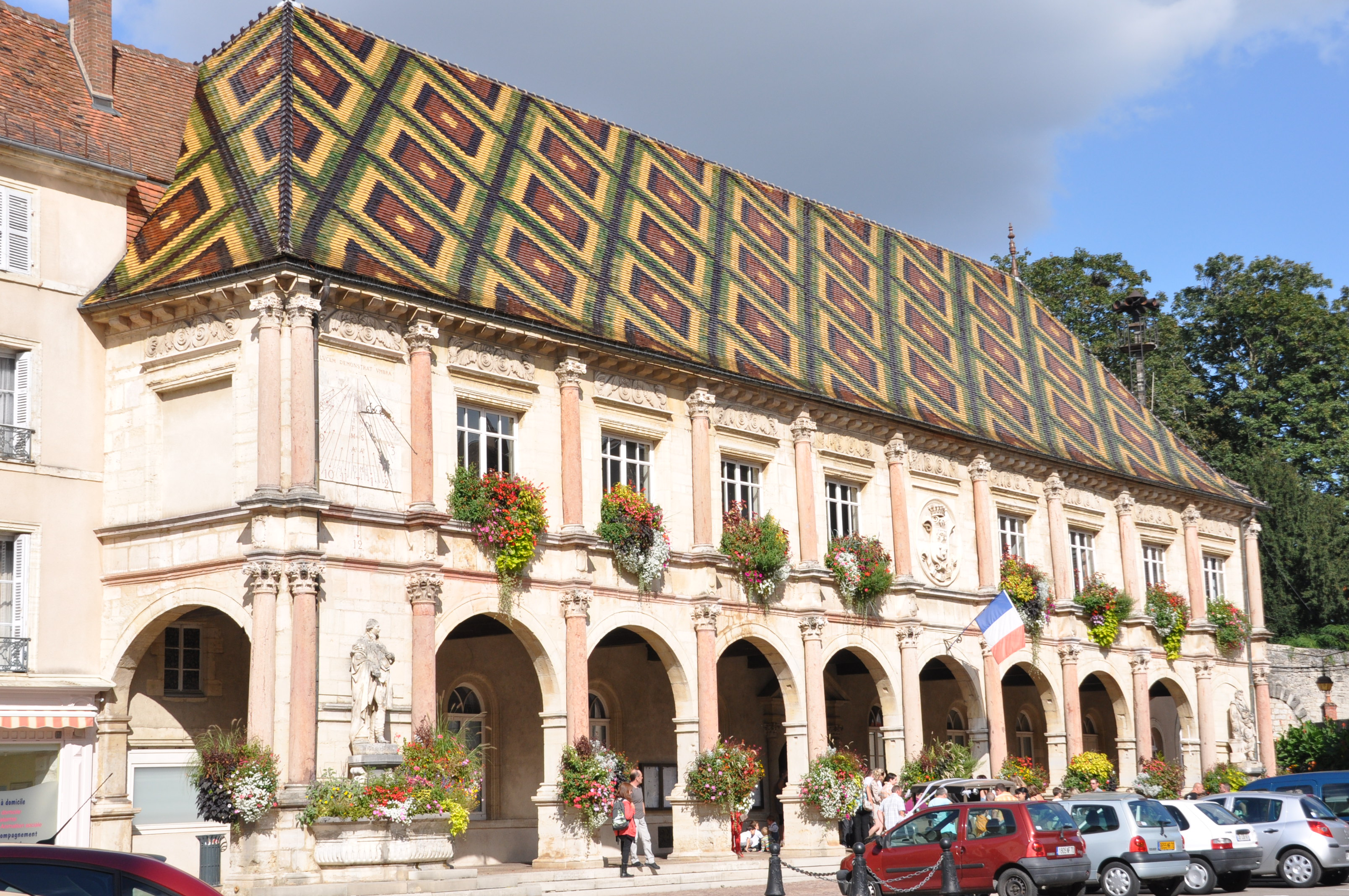
Stadhuis
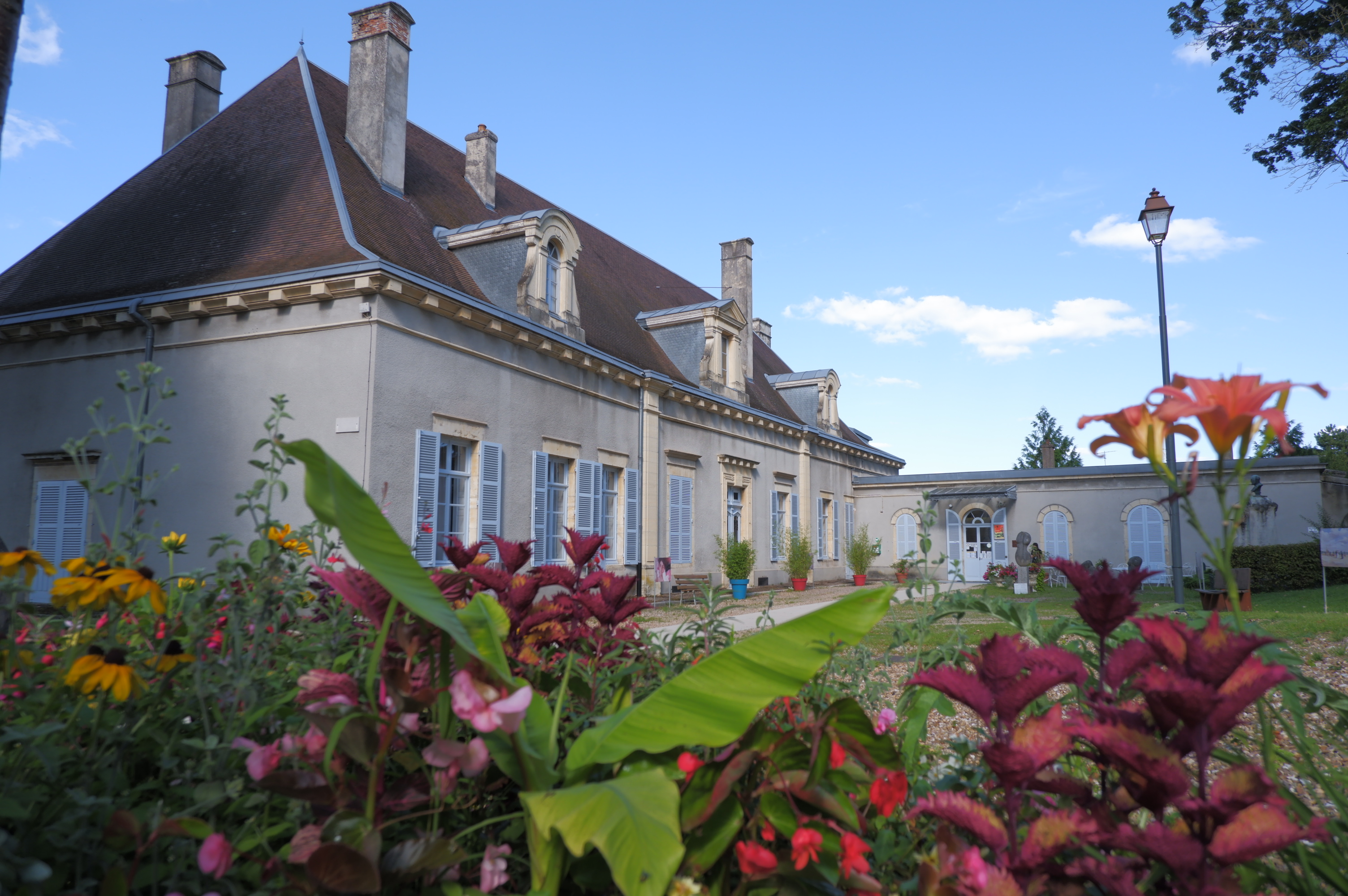
Baron Martin Museum
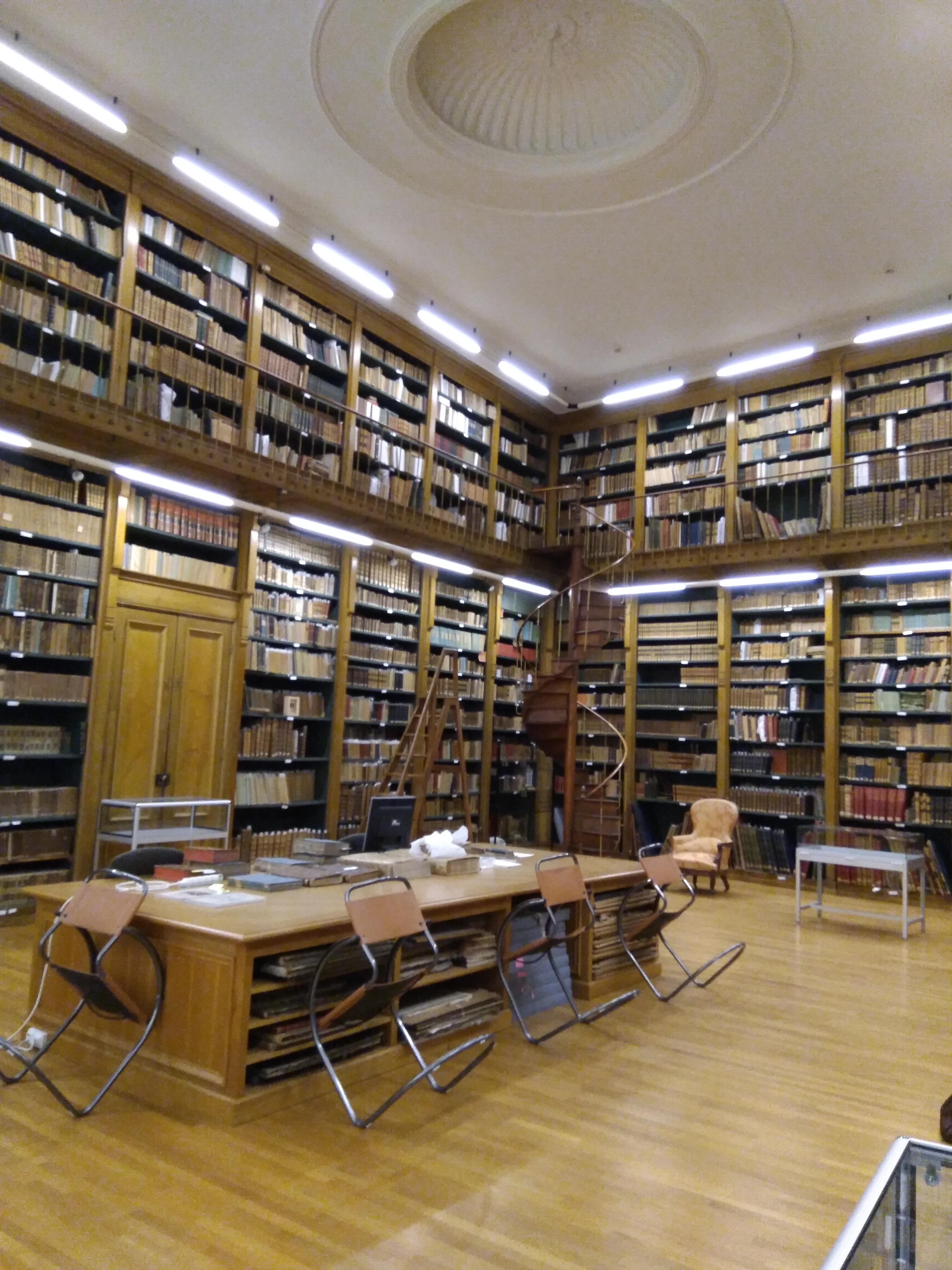
Openbare bibliotheek
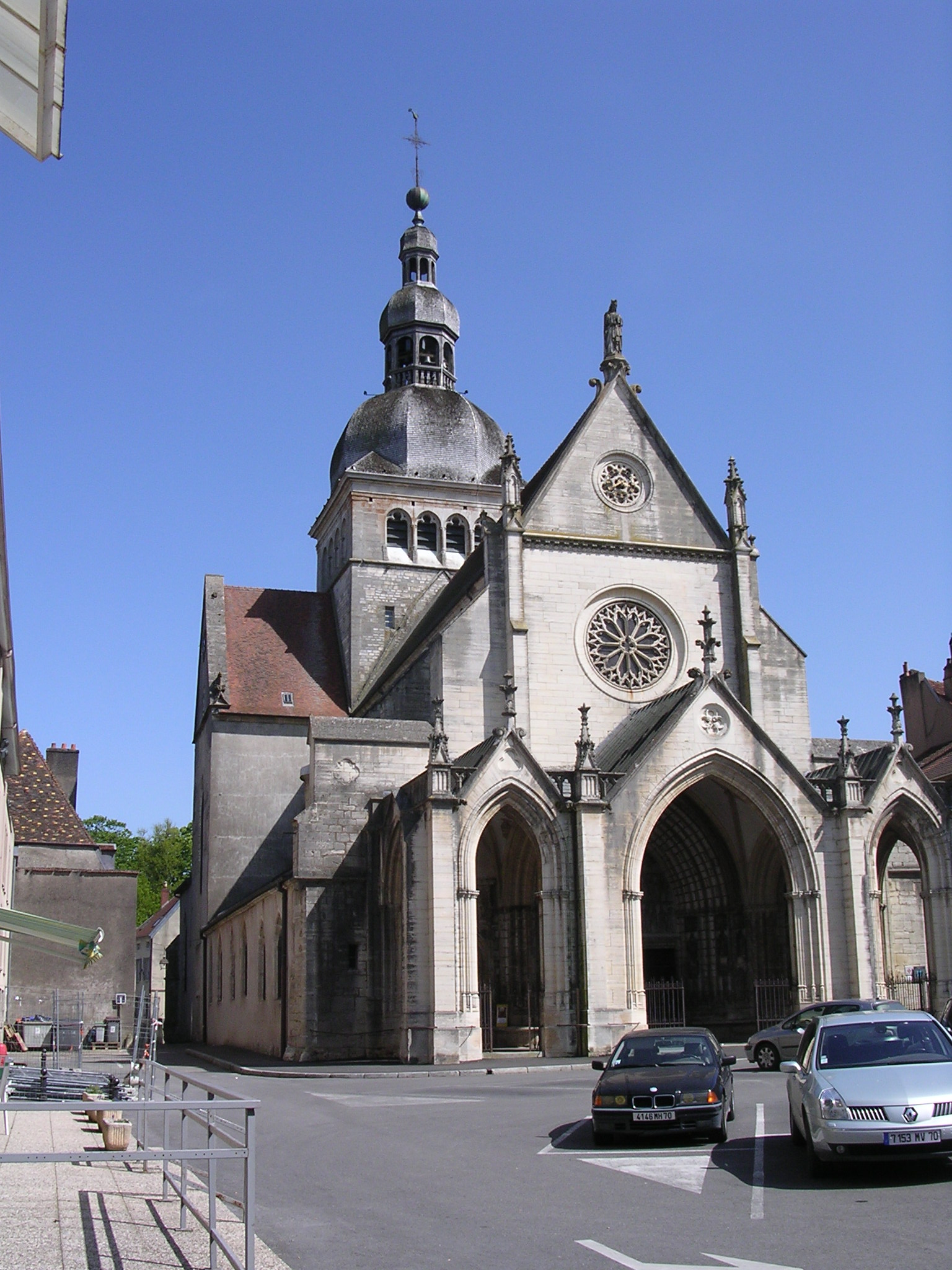
Basiliek
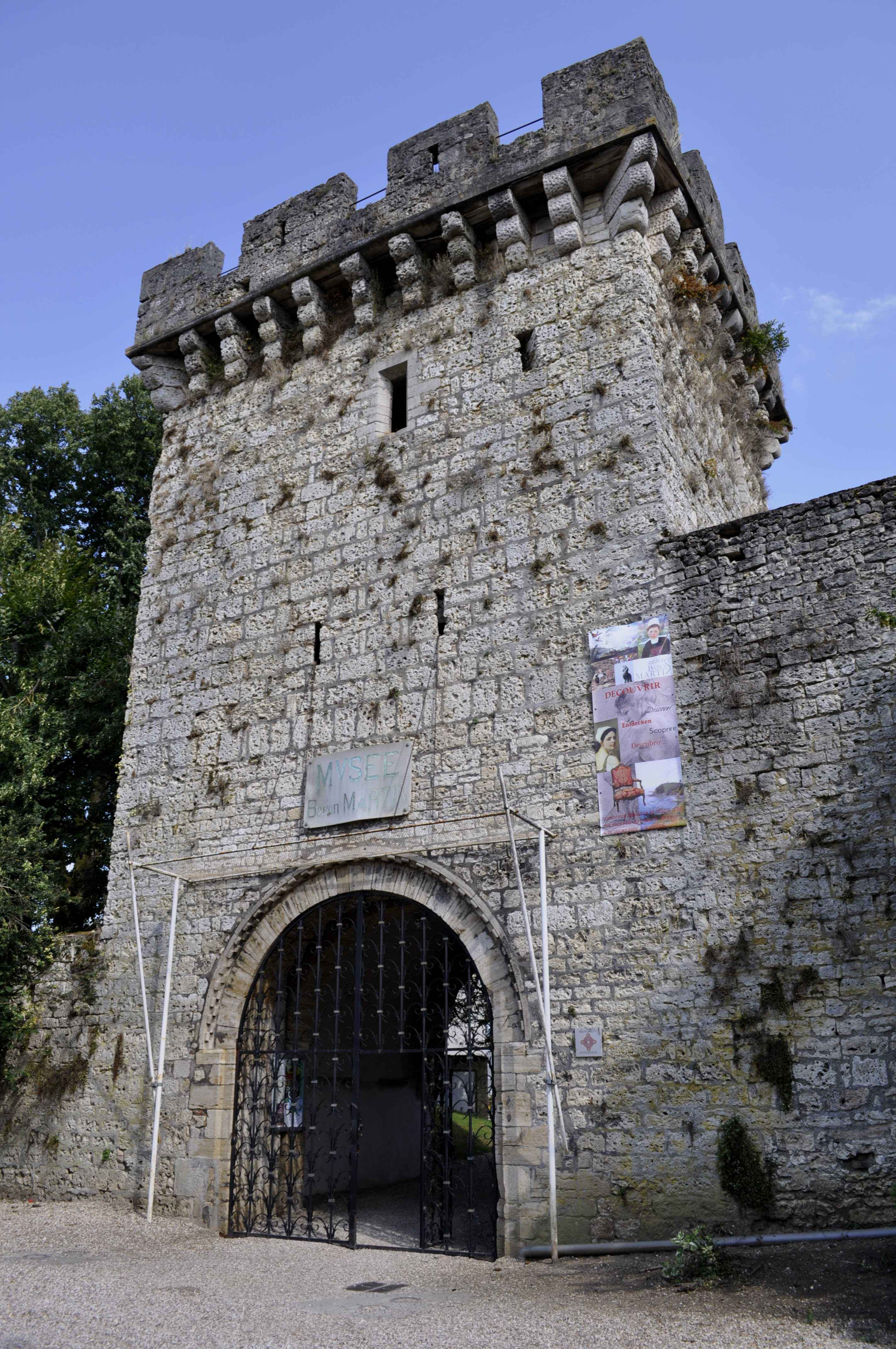
Tour du Parvis
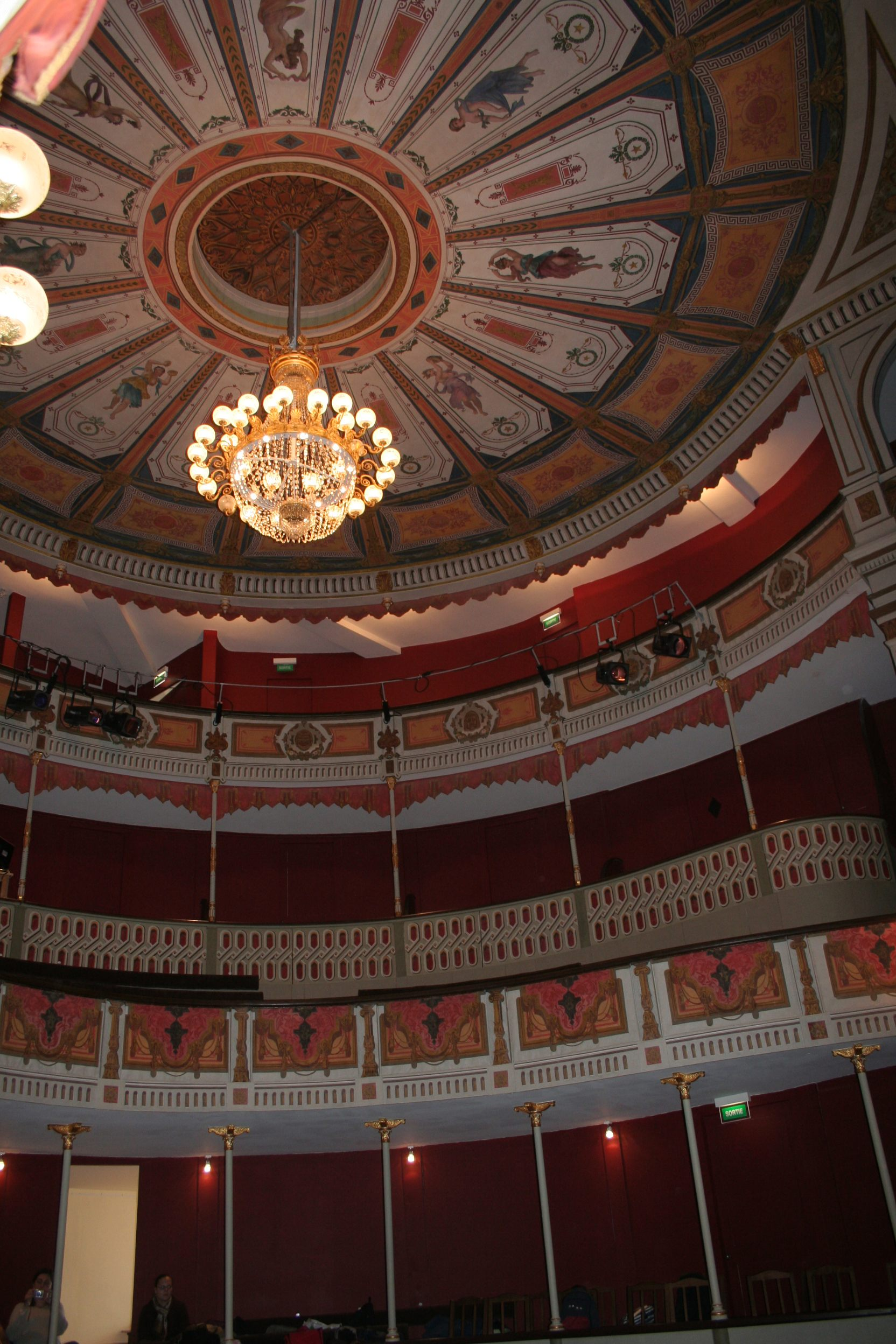
Theater
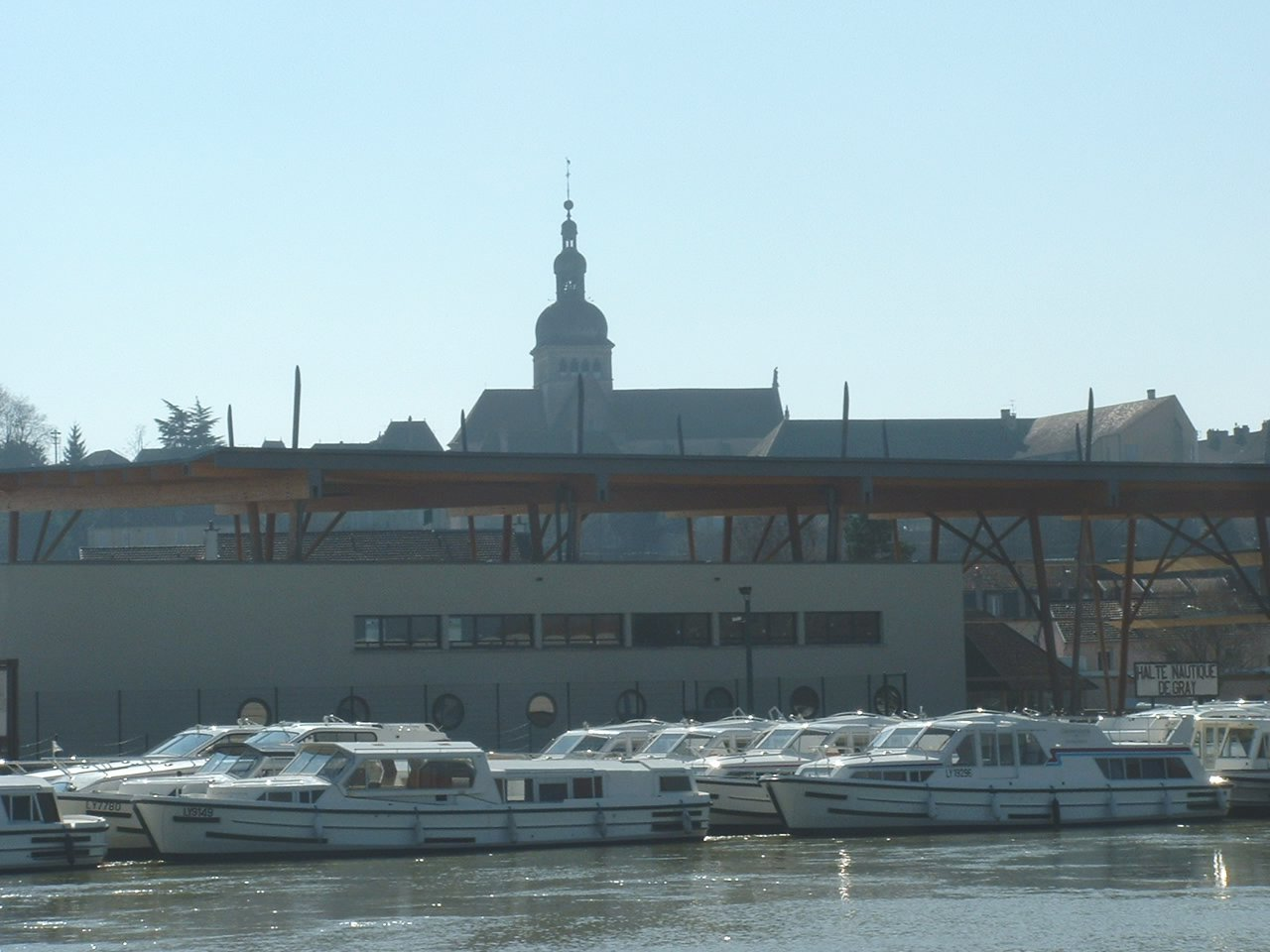
Jachthaven